# Донні Айзек
Донні Айзек (англ. Donny Isaak; нар. 1 січня 1969) — колишній американський тенісист.
Найвищу одиночну позицію світового рейтингу — 288 місце досяг 23 травня 1994, парну — 231 місце — 11 квітня 1994 року.

## Фінали ATP Челленджер

### Парний розряд: 2 (0–2)
| Результат | Ранг | Дата     | Турнір                       | Покриття | Партнер       | Суперники                  | Рахунок  |
| --------- | ---- | -------- | ---------------------------- | -------- | ------------- | -------------------------- | -------- |
| Поразка   | 1.   | Вер 1992 | Азорські острови, Португалія | Тверде   | Петер Нюборґ  | Генрік Гольм Ніклас Утґрен | 6–7, 6–7 |
| Поразка   | 2.   | Лип 1994 | Аптос, США                   | Тверде   | Майкл Робертс | Браян Макфі Алекс О'Браєн  | 2–6, 6–7 |